# Ciutat Esportiva del rei Abdullah
La Ciutat Esportiva del rei Abdullah (en àrab: مدينة الملك عبدالله الرياضية), també dit La joia brillant, és un estadi multiusos situat a la ciutat de Jiddah, Aràbia Saudita. Porta el seu nom en honor a l'ex monarca saudita Abdul·lah de l'Aràbia Saudita, qui va governar al país entre 2005 i 2015. Va ser inaugurat l'1 de març de 2014, i actualment té una capacitat per a 62 242 espectadors, cosa que en fa en el segon immoble més gran i important d'aquest país per darrere de l'Internacional Rei Fahd de la capital Riad.
Està dedicat principalment a la pràctica del futbol i és utilitzat pels clubs de la ciutat Al-Ittihad FC Jiddah i Al-Ahli SC Jiddah. No obstant això, pel fet que aquest últim competeix en la Segona Divisió després del seu descens en la temporada 2021/22, actualment disputa la majoria dels seus partits com a local en l'Estadi Príncep Abdullah al-Faisal amb capacitat per a 27 000 persones.

## Esdeveniments
El 16 de gener de 2019 hi va tenir lloc la Supercopa d'Itàlia 2018, on la Juventus de Torí va vèncer l'AC Milan amb marcador de 1-0.
Més tard, entre el 8 i 12 de gener de 2020 s'hi va desenvolupar la Supercopa d'Espanya, on el Reial Madrid va aconseguir el seu onzè títol en el certamen en derrotar en la final per 4-1 en la tanda de penals contra l'Atlètic de Madrid.